# Lavine
Lavine er et skred af sne, jord, grus eller sten. Laviner udløses, når et hældende underlag ikke kan bære eller understøtte det overliggende materiale, og det – som følge deraf – begynder af skride under en accelererende proces. Laviner er naturlige processer, men deres ukontrollable karakter gør dem ofte meget voldsomme og derfor frygtede.
Laviner af sne er de mest kendte og frygtede former for laviner, og de kan eksempelvis udløses, når tør, pulveragtig sne så småt begynder at smelte.
I alle skiområder med risiko for laviner opretholdes overvågning af snelagets bevægelser samt et hurtigt mobiliserbart beredskab i tilfælde af laviner med uheldige udfald.